# NGC 7347
NGC 7347 ist eine Spiralgalaxie vom Hubble-Typ Sc im Sternbild Pegasus am Nordsternhimmel. Sie ist schätzungsweise 108 Millionen Lichtjahre von der Milchstraße entfernt.
Das Objekt wurde am 9. Oktober 1830 von John Herschel entdeckt.